# Histoire philatélique et postale de Papouasie-Nouvelle-Guinée
L'histoire philatélique et postale de Papouasie-Nouvelle-Guinée a dépendu de celle d'Australie qui administrait l'est de l'île de Nouvelle-Guinée jusqu'en 1975.

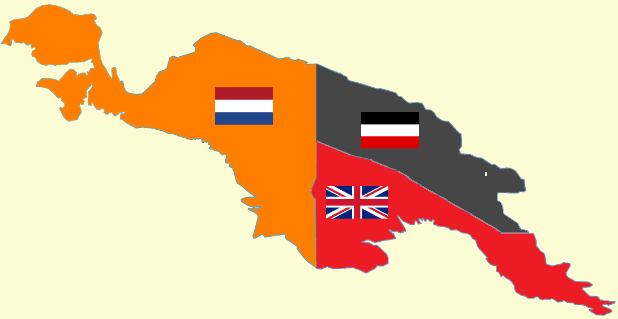
La division coloniale de la Nouvelle-Guinée avant 1914 : à l'ouest, la partie néerlandaise ; au nord-est, la partie allemande (représentée ici sans l'archipel Bismarck) et au sud-est, la partie britannique.

Au sud, la Papouasie, formellement sous contrôle britannique, a utilisé les timbres-poste du Queensland de 1885 à 1901. Avec la constitution du Commonwealth d'Australie, la production philatélique et l'organisation postale sont décidées par une administration australienne et les timbres imprimés à Brisbane, puis Melbourne.
Au nord, la Nouvelle-Guinée est sous contrôle de l'Empire allemand et en utilise les timbres de 1888 à 1897, avant de disposer de timbres à son nom. À la suite de la conquête australienne en 1914, des stocks coloniaux allemands puis australiens sont surchargés avant que le territoire de Nouvelle-Guinée ne devienne un mandat de la Société des Nations confié à l'Australie, qui organise le système postal et la production philatélique.
Après l'occupation japonaise du territoire de Nouvelle-Guinée et la suspension des administrations civiles en Papouasie début 1942, les timbres d'Australie ont cours de 1945 à 1953, avant que les deux territoires unis disposent des mêmes timbres, puis de l'autonomie philatélique et postale, et enfin de l'indépendance politique depuis septembre 1975.
Note : pour l'ouest de l'île de Nouvelle-Guinée ou Irian Barat, voir Histoire philatélique et postale de Nouvelle-Guinée occidentale.

## Au nord, la Nouvelle-Guinée

### Colonie allemande

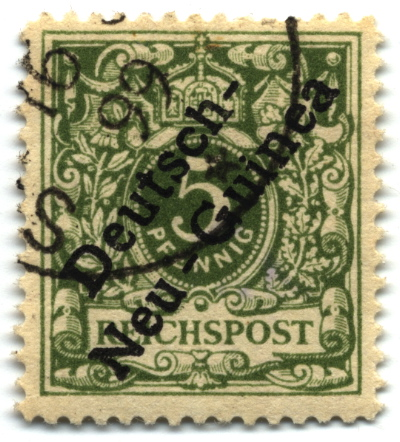
Timbre d'Allemagne surchargé pour servir en Nouvelle-Guinée, émis en 1897.

En Nouvelle-Guinée allemande, dans l'archipel Bismarck et les îles Salomon du Nord, les premiers bureaux de poste ouvrent à partir de 1888 avec comme timbres ceux de l'Empire allemand, émis en 1875 pour le deux marks dans un ovale, 1877 pour l'aigle impérial et 1887 pour les timbres au chiffre dans un ovale orné. Sur le courrier, ils sont oblitérés par un cachet rond portant le nom de la ville dans la partie supérieure du cercle et une étoile à cinq branches en bas. Par la suite, certains bureaux ont la mention « DEUTSCH- / NEU-GUINEA » au centre du cachet. Le nombre d'étoiles a pu varier à deux ou trois.
En 1897 et 1898, six timbres d'Allemagne au total sont surchargées du nom de la colonie, disposé en diagonale et sur deux lignes. C'est en janvier 1901 que sont mis en vente en Nouvelle-Guinée des timbres imprimés au nom de la colonie au type général des colonies allemandes, représentant le yacht impérial Hohenzollern II.

### Occupation australienne
En septembre 1914, au début de la Première Guerre mondiale en Europe, les troupes australiennes envahissent la colonie de Nouvelle-Guinée allemande. En octobre et en décembre 1914, les stocks de timbres coloniaux allemands sont surchargés de deux mentions. Sur la ligne supérieure, « G.R.I. » pour Georgius Rex Imperator en l'honneur de George V, roi du Royaume-Uni et empereur des Indes. La seconde ligne porte une valeur dans les divisions de la livre australienne : pence (« d. ») et shilling (« s. »).
Un stock de timbres des îles Marshall est retrouvé à Nauru où les autorités postales allemandes auraient dû le détruire. Expédié en Nouvelle-Guinée, il y est surchargé « G.R.I. » et y sert à partir de décembre 1914,.
À partir de janvier 1915 et jusqu'en 1925, circulent des timbres d'Australie surchargés « NORTH WEST PACIFIC ISLANDS », également utilisés à Nauru. Ils sont pris dans les séries Carte et kangourou et à l'effigie de George V.

### Mandat australien
Le 23 janvier 1925, l'administration australienne émet sa première série de timbres-poste pour le territoire placé sous mandat par la Ligue des nations. Elle représente un village indigène constitué de huttes et porte la mention qui va servir jusqu'en 1942 : « TERRITORY OF NEW GUINEA ». En juin 1931, une partie des timbres est surchargée d'un avion et de la mention « AIR MAIL ».
Le 2 août 1931, un nouveau type remplace le type Huttes : un paradisier de Raggi illustre la commémoration des dix ans de l'administration australienne sur le territoire de Nouvelle-Guinée, signifiée par les dates « 1921 / 1931 ». Le même jour, sont émis la série postale et la série surchargée pour la poste aérienne. Le 30 juin 1932, les deux séries sont réémises sans les millésimes. Deux fortes valeurs de deux et cinq livres australiennes sont émis le 1er mai 1935 : un avion survolant le bassin aurifère du fleuve Bulolo, exploité depuis 1932.
Les événements royaux britanniques entraînent deux émissions communes avec les territoires de Nauru et de Papouasie. En mai 1935, sont émis deux timbres d'un et deux pence au type paradisier de Raggi surchargés « HIS MAJESTY'S / JUBILEE. / 1910 - 1935 » pour marquer le jubilé d'argent de George V. L'illustration est cependant commune pour le couronnement de George VI, avec en Nouvelle-Guinée l'émission de quatre valeurs à l'effigie de profil du nouveau souverain, gravé par Frank Manley, d'après une photographie de Bertram Park.
Le 1er mars 1939, est émise une nouvelle série portant la mention « AIRMAIL POSTAGE » utilisant l'illustration du bassin aurifère de Bulolo.
Avec l'attaque japonaise de Rabaul en Nouvelle-Bretagne en janvier 1942, les administrations civiles sont rapidement suspendues dans le territoire de Nouvelle-Guinée avant l'occupation complète du territoire par le Japon. Sur le marché philatélique, pour tromper les collectionneurs, circulent des timbres de Nouvelle-Guinée faussement surchargés avec une ancre et une mention en japonais, rappelant celles apposées sur les timbres des Indes néerlandaises.

## Au sud, la Papouasie

### La Nouvelle-Guinée britannique
Les Britanniques contrôlent le sud-est de l'île de Nouvelle-Guinée à partir de la fin de l'année 1884. L'administration de la colonie a lieu depuis le Queensland, en Australie, dont les timbres-poste à l'effigie de la reine Victoria sont en usage en Nouvelle-Guinée britannique de 1885 à 1901. Le timbre à date des bureaux de la colonie porte le sigle « B. N. G. ».
Le 1er juillet 1901, est émis une série au nom de la colonie (« BRITISH NEW GUINEA ») et imprimés en taille-douce par De La Rue à Londres. Au centre d'un ornement, est interprétée en gravure la photographie réalisée par le capitaine Barton, secrétaire du Lieutenant-Général. Elle montre une lakatoi, embarcation locale, devant le village de Hanuabada, près de Port Moresby.

### LesLakatoidu Territoire de Papouasie
En 1902, le Commonwealth d'Australie reçoit la responsabilité d'administrer la Nouvelle-Guinée britannique. L'organisation en est précisée dans le Papua Act de fin 1905, avec un changement de nom : l'entité devient le territoire de Papouasie (Territory of Papua). Le stock restant au type Lakatoi est surchargé « PAPUA » en 1906 pour les timbres traités à Port Moresby et vers mai 1907 pour ceux traités à Brisbane, plus pour tirer un revenu des collectionneurs de timbres que pour marquer le changement politique.
En novembre 1907, le type Lakatoi est réémis avec pour mention « PAPUA » et imprimé désormais en typographie par les imprimeurs des timbres d'Australie, à Melbourne. L'illustration est conservée jusqu'en 1932, avec essentiellement des modifications de couleurs et de valeurs faciales lors des changements de tarifs en 1912, 1921 et 1924,. Seule modification mal accueillie par le public : l'émission monocolore en usage de 1911 à 1915, qui s'achèvent avec une surcharge d'un penny sur le stock restant, écoulé auprès des collectionneurs.
En 1929, les premiers vols avec transport de courrier ont lieu entre Port Moresby et l'Australie, mais aussi à destination d'autres lieux isolés de la colonie comme le poste de police d'Oroville, sur le fleuve Fly. Trois valeurs au type Lakatoi sont surchargés « AIR MAIL » ou d'un avion pour ces usages.
Les surcharges de 1929 à 1931 permettent de multiplier par 2,5 le produit de la vente de timbres-poste de la colonie, grâce essentiellement aux collectionneurs.

### Nouvelles séries illustrées des règnes de George V et George VI
En 1932, pour améliorer les revenus de la colonie, l'Administrateur Hubert Murray ordonne l'émission d'une nouvelle série de timbres-poste choisis parmi les maquettes et photographies soumises par des fonctionnaires coloniaux. Cinq timbres monocolores sont créés à partir de dessins d'E. Whitehouse. Orné d'un cadre de F.E. Williams, neuf photographies prises par Williams et Alfred Gibson et deux dessins de Williams aboutissent à onze timbres bicolores. Les seize timbres émis ont tous un sujet en rapport avec la culture indigène de la Papouasie : un lakatoi, des Papouans photographiés en costumes traditionnels, des habitations et deux personnes dont l'identité est donnée en légende du timbre : Steve, fils d'Oala, en tenue de cérémonie et devenu conducteur pour le département de l'Agriculture et le sergent-major Simoi, policier indigène. Imprimée en taille-douce à Melbourne, la série est émise le 14 novembre 1932. Pour l'année fiscale 1932-1933, la colonie obtint un revenu philatélique de plus de dix mille livres australiennes, cinq fois plus qu'en 1929-1930, dernière année sans nouvelle émission.
Le 6 novembre 1934, le cinquantenaire de la déclaration du protectorat britannique sur la Papouasie est l'objet de quatre timbres dessinés par Frank Manley et gravés par Edward Broad. Ils représentent deux scènes du 6 juin 1884 : l'Union Jack amené à Port Moresby et la rencontre du commandant Erskine de l'HMS Nelson avec une délégation de chefs locaux.
Les événements royaux britanniques entraînent deux émissions communes avec les territoires de Nauru et de Nouvelle-Guinée. En juillet 1935, sont émis quatre timbres réimprimés pour l'occasion et surchargés « HIS MAJESTY'S JUBILEE / 1910 1935 ». L'illustration est cependant commune pour le couronnement de George VI, avec en Papouasie l'émission de cinq valeurs au profil royal gravé par Frank Manley, d'après une photographie de Bertram Park.
Conservé non surchargé à Melbourne, le surplus de la réimpression du jubilé d'argent de 1935 est mis en vente en mai 1938 dans les six Bureaux de poste généraux des États d'Australie pour affranchir les plis commémoratifs du premier service postal régulier par avion entre les deux territoires de Nouvelle-Guinée et leur métropole.
Le 6 septembre 1938, le cinquantenaire de la prise de possession de la Nouvelle-Guinée britannique en 1888 est marqué par l'émission de cinq timbres de poste aérienne illustrés d'une vue de Port Moresby. L'émission commémorative est relayée le 6 septembre 1939 par une série aérienne d'usage courant, aux mêmes couleurs et valeurs, à partir d'un dessin d'Edward Broad : deux indigènes debout sur leurs radeaux survolés par un avion.
Au début de la guerre du Pacifique, l'avancée japonaise en Nouvelle-Guinée néerlandaise à l'ouest et dans le territoire de Nouvelle-Guinée sous administration australienne au nord, entraîne la suspension de l'administration civile, le 12 février 1942, bien que le Territoire de Papouasie n'a pas été envahi. Les bureaux de poste sont fermés. Même si l'armée australienne va utiliser les timbres de Papouasie, elle revient rapidement aux timbres d'Australie. Sur le plan philatélique, la suspension du système postal civil rend inutiles les réimpressions de quelques valeurs de la série de 1932, ainsi que le timbre de poste aérienne d'un shilling six pence au type de 1939, émis en janvier 1941 pour suivre l'augmentation du tarif de la lettre pour le Royaume-Uni.

## Le territoire de Papouasie et Nouvelle-Guinée

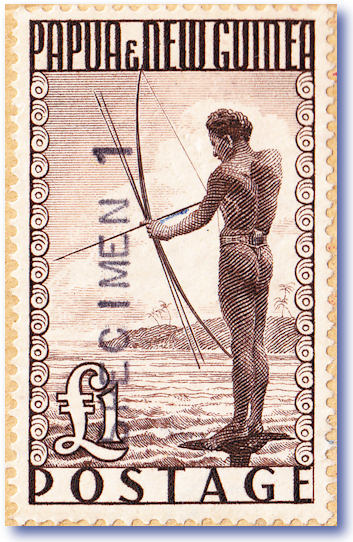
Timbre de Papouasie Nouvelle-Guinée en 1952.

À la fin de la Seconde Guerre mondiale, en 1945, les timbres d'Australie sont utilisés en Nouvelle-Guinée et en Papouasie jusqu'au 1er mars 1953.
Le 30 octobre 1952, une nouvelle série de timbres sur des sujets locaux est émise au nom de la « Papouasie et Nouvelle-Guinée ».
Outre les cultures locales, l'économie, la faune et la flore locales, les thèmes incluent également des signes de l'autonomie politique progressivement accordée au territoire : le Conseil législatif en 1961, la participation du territoire à des manifestations politiques et sportives du Pacifique et du Commonwealth. À partir des années 1960, des imprimeurs européens comme Courvoisier et Enschedé concurrencent les imprimeries officielles d'Australie et introduisent l'usage de l'héliogravure.
Le 26 janvier 1972, avec le timbre présentant le nouveau drapeau du territoire et ses armoiries, la légende des timbres devient « Papua New Guinea ».
Les nouvelles pièces de monnaie en kina et son centième, le toea, sont présentées sur une série de cinq timbres émis le 21 avril 1975. En août, imprimés par Courvoisier, les quatre derniers timbres émis avant l'indépendance du 21 septembre 1975 annoncent les cinquièmes Jeux du Pacifique Sud à Guam.

## Tableaux synthétiques
Ces tableaux résume les principales périodes de l'histoire philatélique et postale de Papouasie-Nouvelle-Guinée, qui se distinguent notamment par le pays d'émission, la mention sur le timbre et la monnaie.
| Année                                                | Timbres utilisés                        |
| ---------------------------------------------------- | --------------------------------------- |
| Nouvelle-Guinée                                      |                                         |
| Valeur en marks-or et pfennigs                       |                                         |
| 1888-1897                                            | timbres d'Allemagne Deutsche Reichspost |
| 1897-1901                                            | Deutsche Reichspost Deutsch-Neu-Guinea  |
| 1901-1914                                            | Deutsch Neu-Guinea                      |
| Valeur en shillings australiens et pence.            |                                         |
| Octobre 1914                                         | Deutsch Neu-Guinea G.R.I.               |
| Décembre 1914                                        | Marshall-Inseln G.R.I.                  |
| Valeur en livres néo-guinéennes, shillings et pence. |                                         |
| 1915-1925                                            | Australia N.W. Pacific Islands          |
| 1925-1942                                            | Territory of New Guinea                 |
| Légende                                              |                                         |
| italique rayé                                        | mention exacte mention surchargée       |

| Année                                              | Timbres utilisés                  |
| -------------------------------------------------- | --------------------------------- |
| Nouvelle-Guinée britannique, puis Papouasie        |                                   |
| Valeur en livres, shillings et pence               |                                   |
| 1885-1901                                          | timbres du Queensland Queensland  |
| 1901-1906                                          | British New Guinea                |
| 1906-1907                                          | British New Guinea Papua          |
| 1907-1910                                          | Papua                             |
| Valeur en livres australiennes, shillings et pence |                                   |
| 1910-1942                                          | Papua                             |
| Légende                                            |                                   |
| italique rayé                                      | mention exacte mention surchargée |

| Année                                              | Timbres utilisés                           |
| -------------------------------------------------- | ------------------------------------------ |
| Papouasie-Nouvelle-Guinée                          |                                            |
| Valeur en livres australiennes, shillings et pence |                                            |
| 1945-1953                                          | timbres d'Australie Australia              |
| 1953-1965                                          | Papua and New Guinea ou Papua & New Guinea |
| Valeur en dollars australiens et cents             |                                            |
| 1966-1971                                          | Papua and New Guinea ou Papua & New Guinea |
| 1972-1975                                          | Papua New Guinea                           |
| Valeur en kina et toea                             |                                            |
| 1975-(en cours)                                    | Papua New Guinea                           |
| Légende                                            |                                            |
| italique rayé                                      | mention exacte mention surchargée          |

## Sources et références

### Catalogues
- « Deutsch-Neuguinea », Michel Deutschland-Spezial 2002, tome 1, 1849 bis April 1945, éditions Schwaneberger,  (ISBN 3878581378), 2002, pages 529-532.
- Commonwealth Stamp Catalogue Australia, Stanley Gibbons, 2007 :
  - « New Guinea » [Occupation et Territoire de Nouvelle-Guinée ex-allemande], Commonwealth Stamp Catalogue Australia, Stanley Gibbons, 2007, pages 118-120 ;
  - « Papua (British New Guinea) » [Territoire de Papousie (Nouvelle-Guinée britannique)], Commonwealth Stamp Catalogue Australia, Stanley Gibbons, 2007, pages 135-138 ;
  - « Papua New Guinea » [jusqu'à l'indépendance], Commonwealth Stamp Catalogue Australia, Stanley Gibbons, 2007, pages 138-142.

### Ouvrages et articles spécialisés
- Michel Demont, Les Lakatoi de Papouasie (1901-1932), hors-série de la revue Britannica, éd. Club philatélique franco-britannique, [vers seconde moitié des années 1990].
- Richard Breckon, « The Stamps of Papua 1932-1941 », publié dans Gibbons Stamp Monthly, décembre 2008, pages 68–71. Article rédigé avec l'aide des recherches de Geoff Kellow aux archives de la Note Printing Branch de la Reserve Bank of Australia de Sydney.